# Барель (американський нафтовий)
Американський нафтовий барель — одиниця вимірювання об'єму нафти, що дорівнює 42 галонам або 158,987 л. Цікаво, що барель для вимірювання інших рідин в Америці становить лише 31,5 галона.
На світовому ринку нафти, на відміну від українського, де нафта продається тоннами, барель використовується як основна одиниця вимірювання, і ціна на основні світові марки нафти встановлюється в доларах за барель.

## Переведення в інші одиниці вимірювання
Переводити барелі в тонни доводиться часто, і тут в справу вступає такий фактор, як густина, яка для нафти, що видобувається в Україні, наприклад, становить 844,7 кг/м³ при 15 °C. Коефіцієнт барелізації (переведення з тонн на барелі) для української нафти становить 7,45 бар./т. Аналогічні коефіцієнти для легкої норвезької нафти марки Brent та техаської WTI  становлять 7,53 бар./т. та 7,61 бар./т. відповідно.
Можна використовувати співвідношення:
- 1 барель (американський, нафтовий) = 42 галони ≈ 158.987294928 літрів = 0,158987294928 м³.
- 1 барель (американський, нафтовий) ≈ 0,1314 тонн = 131,4 кг нафти WTI.